# Europamästerskapet i volleyboll för damer 2005
Europamästerskapet i volleyboll för damer 2005 var den 24:e upplagan av Europamästerskapet i volleyboll för damer organiserat av volleybollförbundet för Europa, Confédération Européenne de Volleyball. Tävlingen genomfördes i Pula och Zagreb i Kroatien mellan 17 och 25 september 2005. Tolv lag deltog och Polen blev mästare för andra gången.

## Deltagande lag
| Lag                    | Kvalificerat genom        |
| ---------------------- | ------------------------- |
| Azerbajdzjan           | Tvåa kvalgrupp 2          |
| Bulgarien              | Tvåa kvalgrupp 3          |
| Kroatien               | Värd                      |
| Tyskland               | Trea EM 2003              |
| Italien                | Vinnare kvalgrupp 2       |
| Nederländerna          | Fyra EM 2003              |
| Polen                  | Etta EM 2003              |
| Rumänien               | Tvåa kvalgrupp 1          |
| Ryssland               | Bästa kvalgruppstrea      |
| Serbien och Montenegro | Vinna kvalgrupp 3         |
| Spanien                | Vinnare kvalgrupp 1       |
| Turkiet                | 2003 edition second place |

## Format
Turneringen genomfördes i två steg. I det första steget deltog tolv lag fördelade på två grupper om sex lag i varje. I grupperna mötte alla lag alla. Det andra steget bestod av finalspel bestående av semifinaler och finaler för att bestämma plats 1-4 (bland de två bäst placerade lagen i varje grupp) och plats 5-8 (bland lagen på plats 3 och 4 i grupperna). Lagen på plats 5 och 6 i grupperna delade på niondeplats. I finalspelet mötte laget det lag i den andra gruppen som hamnat på en annan position (d.v.s. ettorna mötte tvåorna och treorna mötte fyrorna).

## Gruppsammansättningar
| Grupp A                | Grupp B       |
| ---------------------- | ------------- |
| Azerbajdzjan           | Bulgarien     |
| Kroatien               | Italien       |
| Tyskland               | Nederländerna |
| Polen                  | Ryssland      |
| Rumänien               | Spanien       |
| Serbien och Montenegro | Turkiet       |

## Spelartrupper
Huvudartikel: Spelartrupper under europamästerskapet i volleyboll för damer 2005

## Arenor
Turneringen genomfördes i två städer i Kroatien. Varje stad var värd för en grupp. Zagreb var värd för slutspelet
| Grupp A and finalrundan | Grupp B          | · Zagreb Pula Värdstäder |
| Zagreb                  | Pula             | · Zagreb Pula Värdstäder |
| Dom Sportova            | Sport Centre     | · Zagreb Pula Värdstäder |
| Kapacitet: 5,000        | Kapacitet: 2,400 | · Zagreb Pula Värdstäder |
|                         |                  | · Zagreb Pula Värdstäder |

## Inledande omgång
| (A) | Vidare till semifinaler           |
| (a) | Vidare till spel om 5:e-8:e plats |

- Alla tider är Central European Summer Time (UTC+02:00).

### Grupp A
- Arena: Dom Sportova, Zagreb

|   |                            | Poäng | Matcher | Matcher | Set | Set | Set   | Poäng | Poäng | Poäng |
| # | Lag                        | Poäng | V       | F       | V   | F   | Kvot  | V     | F     | Kvot  |
| - | -------------------------- | ----- | ------- | ------- | --- | --- | ----- | ----- | ----- | ----- |
| 1 | Polen (A)                  | 10    | 5       | 0       | 15  | 4   | 3.750 | 456   | 391   | 1.166 |
| 2 | Azerbajdzjan (A)           | 9     | 4       | 1       | 12  | 5   | 2.400 | 413   | 371   | 1.113 |
| 3 | Kroatien (a)               | 7     | 2       | 3       | 8   | 10  | 0.800 | 401   | 419   | 0.957 |
| 4 | Serbien och Montenegro (a) | 7     | 2       | 3       | 9   | 12  | 0.750 | 456   | 454   | 1.004 |
| 5 | Rumänien                   | 6     | 1       | 4       | 7   | 13  | 0.538 | 405   | 469   | 0.864 |
| 6 | Tyskland                   | 6     | 1       | 4       | 6   | 13  | 0.462 | 407   | 434   | 0.938 |

| Datum  | Tid   |                        | Resultat |                        | Set 1 | Set 2 | Set 3 | Set 4 | Set 5 | Totalt  | Rapport |
| ------ | ----- | ---------------------- | -------- | ---------------------- | ----- | ----- | ----- | ----- | ----- | ------- | ------- |
| 17 sep | 15:30 | Kroatien               | 1–3      | Rumänien               | 24–26 | 18–25 | 25–20 | 25–27 |       | 92–98   | rapport |
| 17 sep | 18:00 | Polen                  | 3–0      | Azerbajdzjan           | 26–24 | 25–20 | 25–23 |       |       | 76–67   | rapport |
| 17 sep | 20:30 | Tyskland               | 1–3      | Serbien och Montenegro | 22–25 | 25–17 | 13–25 | 16–25 |       | 76–92   | rapport |
| 18 sep | 15:30 | Azerbajdzjan           | 3–1      | Rumänien               | 26–24 | 23–25 | 25–17 | 25–19 |       | 99–85   | rapport |
| 18 sep | 18:00 | Serbien och Montenegro | 1–3      | Kroatien               | 25–16 | 19–25 | 23–25 | 16–25 |       | 83–91   | rapport |
| 18 sep | 20:30 | Polen                  | 3–2      | Tyskland               | 25–22 | 23–25 | 19–25 | 28–26 | 15–13 | 110–111 | rapport |
| 19 sep | 15:30 | Rumänien               | 2–3      | Serbien och Montenegro | 15–25 | 25–19 | 14–25 | 26–24 | 13–15 | 93–108  | rapport |
| 19 sep | 18:00 | Tyskland               | 0–3      | Azerbajdzjan           | 24–26 | 14–25 | 21–25 |       |       | 59–76   | rapport |
| 19 sep | 20:30 | Kroatien               | 1–3      | Polen                  | 16–25 | 21–25 | 25–22 | 20–25 |       | 82–97   | rapport |
| 21 sep | 15:30 | Azerbajdzjan           | 3–1      | Serbien och Montenegro | 18–25 | 25–19 | 25–20 | 28–26 |       | 96–90   | rapport |
| 21 sep | 18:00 | Polen                  | 3–0      | Rumänien               | 25–13 | 25–19 | 25–16 |       |       | 75–48   | rapport |
| 21 sep | 20:30 | Tyskland               | 0–3      | Kroatien               | 21–25 | 22–25 | 23–25 |       |       | 66–75   | rapport |
| 22 sep | 15:30 | Serbien och Montenegro | 1–3      | Polen                  | 14–25 | 23–25 | 25–23 | 21–25 |       | 83–98   | rapport |
| 22 sep | 18:00 | Rumänien               | 1–3      | Tyskland               | 25–20 | 18–25 | 21–25 | 17–25 |       | 81–95   | rapport |
| 22 sep | 20:00 | Kroatien               | 0–3      | Azerbajdzjan           | 23–25 | 16–25 | 22–25 |       |       | 61–75   | rapport |

### Grupp B
- Arena: Sport Centre, Pula

|   |                   | Poäng | Matcher | Matcher | Set | Set | Set   | Poäng | Poäng | Poäng |
| # | Lag               | Poäng | V       | F       | V   | F   | Kvot  | V     | F     | Kvot  |
| - | ----------------- | ----- | ------- | ------- | --- | --- | ----- | ----- | ----- | ----- |
| 1 | Italien (A)       | 10    | 5       | 0       | 15  | 3   | 5.000 | 429   | 366   | 1.172 |
| 2 | Ryssland (A)      | 9     | 4       | 1       | 14  | 6   | 2.333 | 447   | 411   | 1.088 |
| 3 | Nederländerna (a) | 7     | 2       | 3       | 11  | 10  | 1.100 | 473   | 467   | 1.013 |
| 4 | Turkiet (a)       | 7     | 2       | 3       | 7   | 10  | 0.700 | 395   | 391   | 1.010 |
| 5 | Bulgarien         | 7     | 2       | 3       | 7   | 11  | 0.636 | 374   | 406   | 0.921 |
| 6 | Spanien           | 5     | 0       | 5       | 1   | 15  | 0.067 | 324   | 401   | 0.808 |

| Datum  | Tid   |               | Resultat |               | Set 1 | Set 2 | Set 3 | Set 4 | Set 5 | Totalt  | Rapport |
| ------ | ----- | ------------- | -------- | ------------- | ----- | ----- | ----- | ----- | ----- | ------- | ------- |
| 17 sep | 15:30 | Nederländerna | 2–3      | Bulgarien     | 25–17 | 18–25 | 22–25 | 25–17 | 14–16 | 104–100 | rapport |
| 17 sep | 18:00 | Italien       | 3–0      | Spanien       | 25–21 | 29–27 | 25–21 |       |       | 79–69   | rapport |
| 17 sep | 20:30 | Turkiet       | 0–3      | Ryssland      | 23–25 | 24–26 | 20–25 |       |       | 67–76   | rapport |
| 18 sep | 15:30 | Bulgarien     | 0–3      | Italien       | 23–25 | 14–25 | 20–25 |       |       | 57–75   | rapport |
| 18 sep | 18:00 | Ryssland      | 3–1      | Spanien       | 25–11 | 25–23 | 22–25 | 25–18 |       | 97–77   | rapport |
| 18 sep | 20:30 | Turkiet       | 1–3      | Nederländerna | 22–25 | 30–28 | 21–25 | 23–25 |       | 96–103  | rapport |
| 19 sep | 15:30 | Spanien       | 0–3      | Bulgarien     | 22–25 | 12–25 | 23–25 |       |       | 57–75   | rapport |
| 19 sep | 18:00 | Italien       | 3–0      | Turkiet       | 25–21 | 25–21 | 25–20 |       |       | 75–62   | rapport |
| 19 sep | 20:30 | Nederländerna | 2–3      | Ryssland      | 25–18 | 25–21 | 20–25 | 26–28 | 9–15  | 105–107 | rapport |
| 21 sep | 15:30 | Turkiet       | 3–0      | Spanien       | 25–22 | 25–13 | 25–21 |       |       | 75–56   | rapport |
| 21 sep | 18:00 | Nederländerna | 1–3      | Italien       | 23–25 | 19–25 | 26–24 | 18–25 |       | 86–99   | rapport |
| 21 sep | 20:30 | Ryssland      | 3–0      | Bulgarien     | 25–23 | 25–17 | 25–21 |       |       | 75–61   | rapport |
| 22 sep | 15:30 | Spanien       | 0–3      | Nederländerna | 23–25 | 20–25 | 22–25 |       |       | 65–75   | rapport |
| 22 sep | 18:00 | Italien       | 3–2      | Ryssland      | 22–25 | 25–14 | 25–16 | 14–25 | 15–12 | 101–92  | rapport |
| 22 sep | 20:30 | Bulgarien     | 1–3      | Turkiet       | 25–20 | 14–25 | 19–25 | 23–25 |       | 81–95   | rapport |

## Slutspelsrunda
- Arena: Dom Sportova, Zagreb
- Alla tider är Central European Summer Time (UTC+02:00).

### Spel om 5:e-8:e plats
- Treorna och fyrorna i grupp A och B mötte varandra

|  | Matcher om 5:e-8:e plats | Matcher om 5:e-8:e plats |   |          | Match om 5:e plats     | Match om 5:e plats |  |
|  |                          |                          |   |          |                        |                    |  |
|  | 24 sep                   |                          |   |          |                        |                    |  |
|  | Kroatien                 | 1                        |   |          |                        |                    |  |
|  | Turkiet                  | 3                        |   |          |                        |                    |  |
|  |                          |                          |   |          |                        |                    |  |
|  |                          |                          |   |          | 25 sep                 |                    |  |
|  |                          |                          |   |          | Turkiet                | 1                  |  |
|  |                          | Nederländerna            | 3 |          |                        |                    |  |
|  |                          |                          |   |          |                        |                    |  |
|  |                          |                          |   |          |                        |                    |  |
|  |                          |                          |   |          | Match om 7:e plats     |                    |  |
|  | 24 sep                   | 24 sep                   |   | 25 sep   | 25 sep                 |                    |  |
|  | Serbien och Montenegro   | 0                        |   | Kroatien | 0                      |                    |  |
|  | Nederländerna            | 3                        |   |          | Serbien och Montenegro | 3                  |  |

#### Matcher om 5:e-8:e plats
| Datum  | Tid   |                        | Resultat |               | Set 1 | Set 2 | Set 3 | Set 4 | Set 5 | Totalt | Rapport |
| ------ | ----- | ---------------------- | -------- | ------------- | ----- | ----- | ----- | ----- | ----- | ------ | ------- |
| 24 sep | 12:00 | Kroatien               | 1–3      | Turkiet       | 25–18 | 22–25 | 23–25 | 22–25 |       | 92–93  | rapport |
| 24 sep | 14:00 | Serbien och Montenegro | 0–3      | Nederländerna | 15–25 | 11–25 | 21–25 |       |       | 47–75  | rapport |

#### Match om 7:e plats
| Datum  | Tid   |          | Resultat |                        | Set 1 | Set 2 | Set 3 | Set 4 | Set 5 | Totalt | Rapport |
| ------ | ----- | -------- | -------- | ---------------------- | ----- | ----- | ----- | ----- | ----- | ------ | ------- |
| 25 sep | 12:00 | Kroatien | 0–3      | Serbien och Montenegro | 22–25 | 21–25 | 14–25 |       |       | 57–75  | rapport |

#### Match om 5:e plats
| Datum  | Tid   |         | Resultat |               | Set 1 | Set 2 | Set 3 | Set 4 | Set 5 | Totalt | Rapport |
| ------ | ----- | ------- | -------- | ------------- | ----- | ----- | ----- | ----- | ----- | ------ | ------- |
| 25 sep | 14:00 | Turkiet | 1–3      | Nederländerna | 18–25 | 25–12 | 21–25 | 20–25 |       | 84–87  | rapport |

### Final
Ettorna och tvåorna i grupp A och B mötte varandra.
|  | Semifinaler  | Semifinaler |   |          | Final              | Final |  |
|  |              |             |   |          |                    |       |  |
|  | 24 sep       |             |   |          |                    |       |  |
|  | Polen        | 3           |   |          |                    |       |  |
|  | Ryssland     | 2           |   |          |                    |       |  |
|  |              |             |   |          |                    |       |  |
|  |              |             |   |          | 25 sep             |       |  |
|  |              |             |   |          | Polen              | 3     |  |
|  |              | Italien     | 1 |          |                    |       |  |
|  |              |             |   |          |                    |       |  |
|  |              |             |   |          |                    |       |  |
|  |              |             |   |          | Match om 3:e plats |       |  |
|  | 24 sep       | 24 sep      |   | 25 sep   | 25 sep             |       |  |
|  | Azerbajdzjan | 0           |   | Ryssland | 3                  |       |  |
|  | Italien      | 3           |   |          | Azerbajdzjan       | 0     |  |

#### Semifinaler
| Datum  | Tid   |              | Resultat |          | Set 1 | Set 2 | Set 3 | Set 4 | Set 5 | Totalt  | Rapport |
| ------ | ----- | ------------ | -------- | -------- | ----- | ----- | ----- | ----- | ----- | ------- | ------- |
| 24 sep | 16:30 | Polen        | 3–2      | Ryssland | 26–24 | 25–22 | 26–28 | 20–25 | 22–20 | 119–119 | rapport |
| 24 sep | 19:00 | Azerbajdzjan | 0–3      | Italien  | 19–25 | 19–25 | 22–25 |       |       | 60–75   | rapport |

#### Match om 3:e plats
| Datum  | Tid   |          | Resultat |              | Set 1 | Set 2 | Set 3 | Set 4 | Set 5 | Totalt | Rapport |
| ------ | ----- | -------- | -------- | ------------ | ----- | ----- | ----- | ----- | ----- | ------ | ------- |
| 25 sep | 16:30 | Ryssland | 3–0      | Azerbajdzjan | 25–20 | 25–10 | 25–21 |       |       | 75–51  | rapport |

#### Final
| Datum  | Tid   |       | Resultat |         | Set 1 | Set 2 | Set 3 | Set 4 | Set 5 | Totalt | Rapport |
| ------ | ----- | ----- | -------- | ------- | ----- | ----- | ----- | ----- | ----- | ------ | ------- |
| 25 sep | 19:00 | Polen | 3–1      | Italien | 25–23 | 27–25 | 21–25 | 25–18 |       | 98–91  | rapport |

## Slutplacering
| Placering | Lag                    |
| --------- | ---------------------- |
| 1         | Polen                  |
| 2         | Italien                |
| 3         | Ryssland               |
| 4         | Azerbajdzjan           |
| 5         | Nederländerna          |
| 6         | Turkiet                |
| 7         | Serbien och Montenegro |
| 8         | Kroatien               |
| 9         | Bulgarien              |
| 9         | Rumänien               |
| 9         | Tyskland               |
| 9         | Spanien                |

| Europmamästerskapet i volleyboll för damer 2005 |
| ----------------------------------------------- |
| Polen Andra titeln                              |

| Katarzyna Skowrońska, Mariola Zenik, Izabela Bełcik, Magdalena Śliwa, Małgorzata Glinka, Dorota Świeniewicz, Agata Mróz, Joanna Mirek, Sylwia Pycia, Natalia Bamber, Milena Rosner, Aleksandra Przybysz. Förbundskapten: Andrzej Niemczyk |

## Individuella utmärkelser
Spelare som fick utmärkelser för sina individuella insatser.
- Mest värdefulla spelare::  Dorota Świeniewicz (POL)
- Bästa poängvinnare:  Dorota Świeniewicz (POL)
- Bästa spiker:  Jelena Godina (RUS)
- Bästa serverare:  Alla Hasanova (AZE)
- Bästa blockare:  Özlem Özçelik (TUR)
- Bästa libero:  Valeriya Korotenko (AZE)
- Bästa passare:  Eleonora Lo Bianco (ITA)
- Bästa mottagare:  Gülden Kayalar (TUR)